# Vidám Vasárnap
A Vidám Vasárnap a Hit Gyülekezete istentiszteleteit közvetítő élő televízióműsor. 2001. december 9. óta közvetíti minden vasárnap 11 órakor az ATV a Hit Parkból. A magyar vallási műsorok között újszerűnek hat az élő közvetítés, amely alatt a nézők betelefonálhatnak és kérdéseiket, imakéréseiket egy lelkészekből és teológushallgatókból álló stábbal megoszthatják. A Vidám Vasárnap a magyarországi vallási műsorok közül a legismertebb, legnézettebb program.
Nemzetközi viszonylatban is egyedülállóan, több mint 120 percben közvetíti a Hit Parkban immár szombat estén tartott istentiszteletet. A műsor házigazdája és igehirdetője a gyülekezet vezető lelkésze, Németh Sándor.

## Előzményei
Németh Sándor bibliamagyarázatai már a kilencvenes években is megjelentek a közszolgálati televízióban. A negyedévente sugárzott „Hitköznapok” című műsor az igeszolgálat mellett a Hit Gyülekezete tevékenységéről is hiteles tájékoztatást adott mintegy tíz alkalommal.

## Nézettsége
A Vidám Vasárnap a negyedik legnépszerűbb magyar televíziós csatornán, a Magyar ATV-n keresztül az egész országban, műholdon pedig Izlandtól Jeruzsálemig fogható. 
A hetente több mint fél millió néző adásonként sok száz visszajelzést küld telefonon, SMS-ben, e-mailen és levélben. 
Sokan elmondják, hogy Németh Sándor igehirdetésének hatására változtatták meg az életmódjukat, tapasztalták meg a Mindenható segítségét az élet különböző nehéz pillanataiban, vagy kezdték el olvasni a Szentírást. Természetesen arra is mód van, hogy a nézők kritikát fogalmazzanak meg, a lelkész ezekre is válaszol az adás elején.
A műsor élő internetes közvetítésének köszönhetően mind az öt kontinensen vannak rendszeres nézői, így a Vidám Vasárnap a külföldön élő magyarok kapcsolatát is erősíti hazájukkal. A közvetítés ezen kívül jelentős mértékben hozzájárult ahhoz, hogy az elmúlt években pozitív fordulat állt be a gyülekezet társadalmi megítélésében, és a közösség stabilan a negyedik legtámogatottabb egyház lett Magyarországon.
Az egyház honlapján meg lehet nézni a „Vidám Vasárnap” élő közvetítését magyar, angol, német, szlovák és román nyelven. A honlapon, a Vidám Vasárnap videó archívumban a régebbi adásokból is sok megtekinthető online módon.
A televíziós adáson kívül a Hit Rádión keresztül is élőben lehet követni az istentiszteleteket.

## Az adás felépítése
A Vidám Vasárnap adása délelőtt 11 órától úgynevezett „dicsérettel” (közös gospelénekléssel, melyet Németh S. Judit vezet) indul, amely során a hívők kifejezik örömüket, hálájukat és hódolatukat Isten felé. A zenés dicséretek szövegeit a nézők a képernyőn olvashatják.
A színpadot a magyar zenei világból korábban ismert sztárok töltik meg, mint például Abaházi Zoltán (Sing-Sing), Balogh Ferenc (Bergendy-együttes), Bayer Friderika, Barile Pasquale (R-GO), Pajor Tamás, Szatai Gábor (No zenekar), Varga Szabolcs (Manhattan).
Az éneklést (dicséretet) követően lép színpadra Németh Sándor, a Hit Gyülekezete vezető lelkésze, aki ima után először „A hét kérdésére” elmondja a választ és a nyerteseket ismerteti, majd felolvassa és reagál a beérkezett visszajelzésekre, véleményekre, kérésekre és kérdésekre.
A visszajelzések után következik a lelkész Igehirdetése, amely szinte a műsor végéig tart.
Miután a nézőknek lehetőségük van már az adás alatt is, hogy a szerkesztőségnek üzenetet küldjenek, a műsor végén a lelkész felolvassa a frissen érkezett üzeneteket.
A műsort Németh Sándor és a gyülekezet imája zárja 13:30 körül.